# 2021 en Nouvelle-Écosse
Chronologie de la Nouvelle-Écosse
- 2017
- 2018
- 2019
- 2020
- 2021
- 2022
- 2023
- 2024
- 2025

Cette page concerne des événements d'actualité qui se sont produits durant l'année 2021 dans la province canadienne de la Nouvelle-Écosse.

## Politique
- Premier ministre : Stephen McNeil (Parti libéral)
- Chef de l'opposition : Tim Houston,  	Progressiste-conservateur
- Lieutenant-gouverneur : Arthur Joseph LeBlanc
- Législature :

## Décès
- 4 octobre à  Amherst  : Roger Stuart Bacon, né le 29 juin 1926 à Upper Nappan (Nouvelle-Écosse)[1], homme politique canadien.